# Peltodytes callosus
Peltodytes callosus är en skalbaggsart som först beskrevs av Leconte 1852.  Peltodytes callosus ingår i släktet Peltodytes och familjen vattentrampare. Inga underarter finns listade i Catalogue of Life.

## Bildgalleri

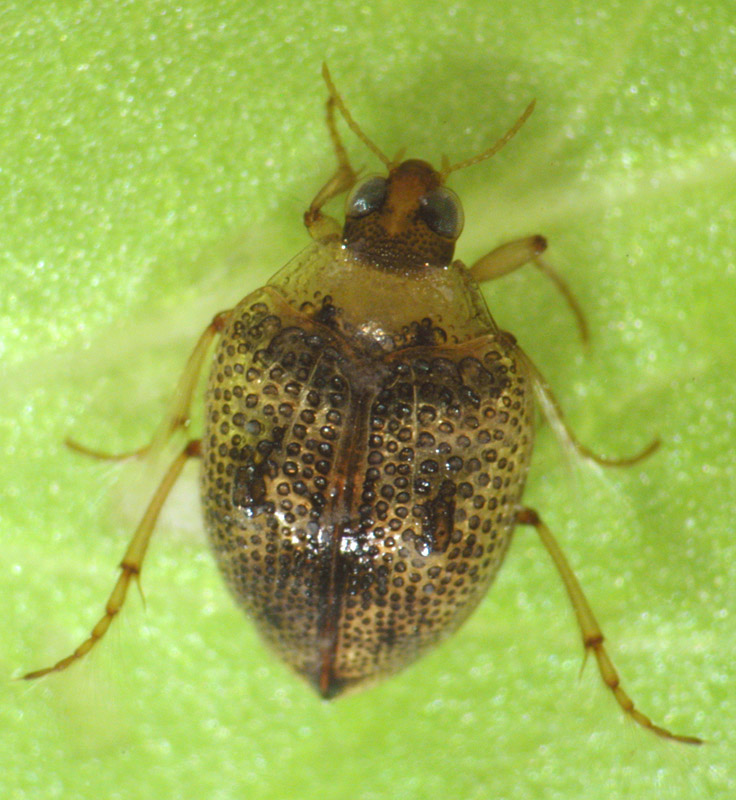